# Estación de Plaza de España (Barcelona)
Barcelona-Plaza España - FGC - o España - Metro - (oficialmente, y de forma respectiva Barcelona-Plaça Espanya y Espanya) es un intercambiador multimodal situado bajo la plaza de España de Barcelona. Es punto de enlace de las líneas 1, 3 y 8 del Metro de Barcelona y cabecera de las seis líneas de FGC de la línea Llobregat-Noya (L8, S3, S4, S8, S9, R5, R6, R50 y R60).

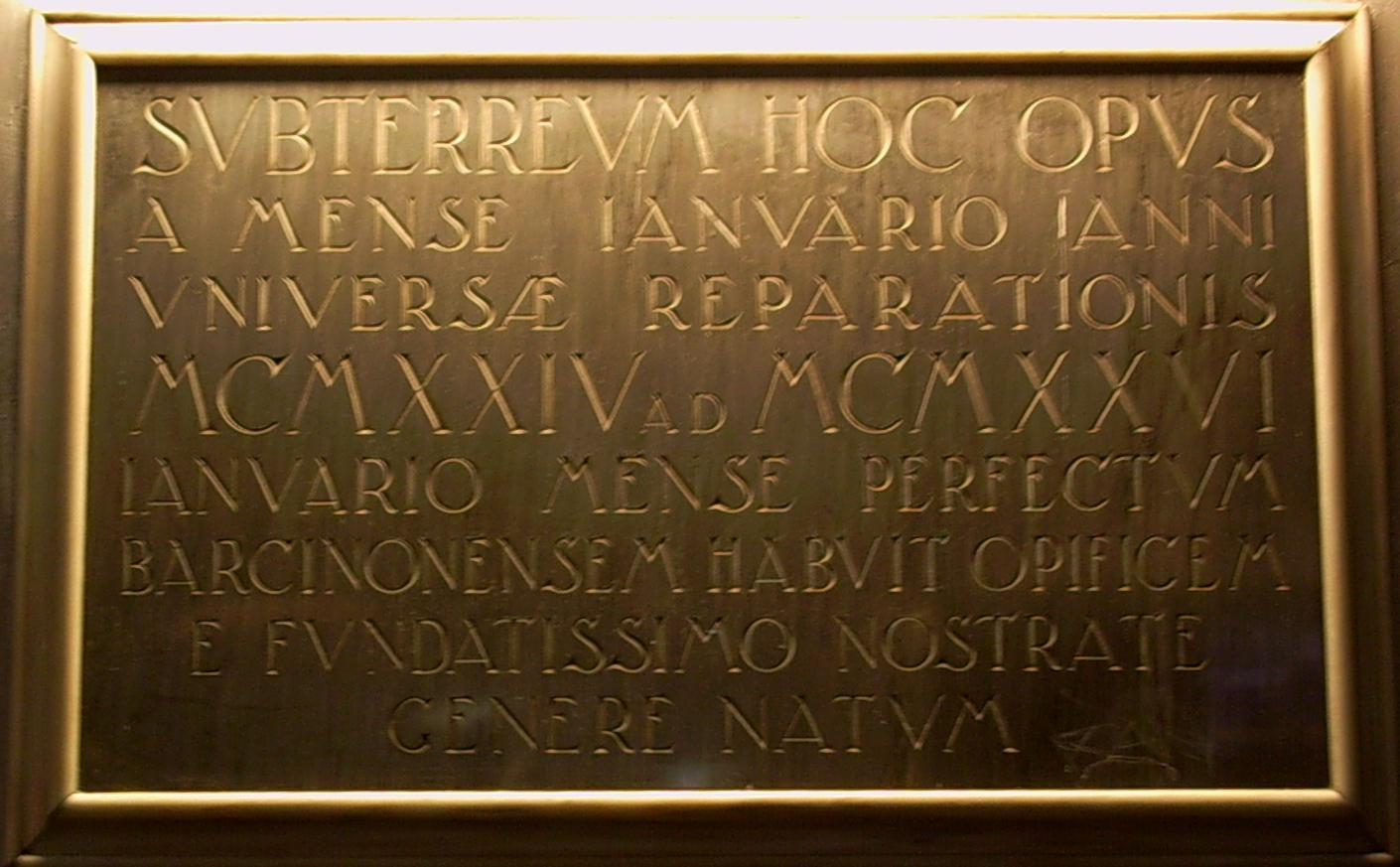
Placa conmemorativa dentro del metro.

La estación de la línea 1 se inauguró en 1926 con el primer tramo de dicha línea.
La estación de la línea Llobregat-Noya de Ferrocarriles de la Generalidad de Cataluña también existe desde 1926, con la prolongación desde la antigua estación de Magòria. En 1997 se inauguró una nave anexa a la original de 1926, con dos vías y un andén central, aprovechando la construcción del nuevo túnel de doble vía desde Gornal. Desde esta nave, ubicada en un nivel inferior, se prevé una futura prolongación de la línea hacia el centro de Barcelona.
La estación de la línea 3, sin embargo, no se construyó hasta años después cuando se amplió la misma hacia la Zona Universitaria de Barcelona pasando por la estación de Sants. Su inauguración fue en 1975 como parte de la línea IIIB que luego se juntaría con la III para dar lugar a la línea 3 actual.
La estación cuenta con una zona comercial similar a la del intercambiador de Plaza de Cataluña. Actualmente tiene varias bocas del metro, una exclusiva a la FGC (a un lado de un paso de peatones), otra en la avenida del Paralelo con la entrada a la Fira, otra en la sede de los Mozos de Escuadra, en el Hotel Catalonia y a la entrada del Centro Comercial las Arenas.

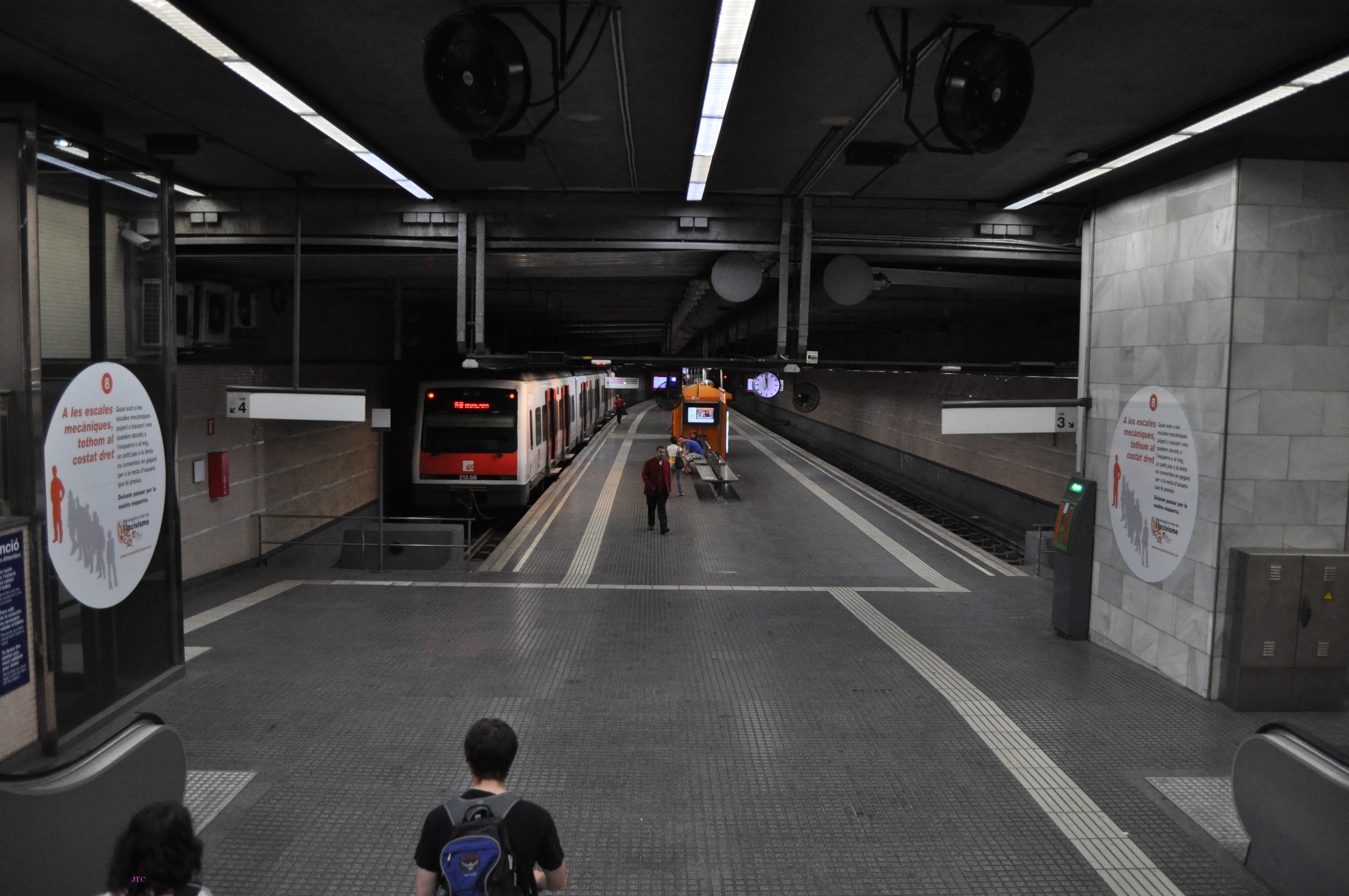
Una unidad eléctrica múltiple de la serie 213 de FGC en la estación de Plaza España.

| << cabecera                  | < estación  | línea               | estación >         | cabecera >>                    |
| ---------------------------- | ----------- | ------------------- | ------------------ | ------------------------------ |
| Metro                        |             |                     |                    |                                |
| Hospital de Bellvitge        | Hostafrancs |                     | Rocafort           | Fondo                          |
| Zona Universitària           | Tarragona   |                     | Poble Sec          | Trinitat Nova                  |
| Línea Llobregat-Anoia de FGC |             |                     |                    |                                |
| terminal                     | terminal    |                     | Magoria La Campana | Molí Nou \| Ciutat Cooperativa |
| terminal                     | terminal    | Can Ros             | Magoria La Campana |                                |
| terminal                     | terminal    | Olesa de Montserrat | Magoria La Campana |                                |
| terminal                     | terminal    | Martorell Enlace    | Magoria La Campana |                                |
| terminal                     | terminal    | Quatre Camins       | Magoria La Campana |                                |
| terminal                     | terminal    | Manresa Baixador    | Magoria La Campana |                                |
| terminal                     | terminal    | Igualada            | Magoria La Campana |                                |
| terminal                     | terminal    |                     | Ildefonso Cerdá    | Manresa Baixador               |
| terminal                     | terminal    | Igualada            | Ildefonso Cerdá    |                                |